# Charles de Gaulle – Étoile
Charles de Gaulle – Étoile – stacja linii nr 1, 2 i 6 metra w Paryżu. Stacja znajduje się na pograniczu 8., 16. i 17. dzielnicy Paryża. Na linii 1 stacja została otwarta 1 września 1900 r, na linii 2 – 13 grudnia 1900, a na linii 6 – 6 października 1942. Na początku stacja nazywała się Étoile. Ze stacji można się przesiąść do RER.